# اسپنگلیش
اسپنگلیش (به انگلیسی: Spanglish) یک فیلم آمریکایی در ژانر رمانتیک، کمدی-درام به کارگردانی جیمز ال. بروکس و با بازی آدام سندلر، پاز وگا و تیا لئونی، ساخته سال ۲۰۰۴ است. این فیلم در ۱۷ دسامبر ۲۰۰۴ منتشر شد ولی نتوانست موفقیت زیادی را کسب نماید به طوری که با فروش ۵۰ میلیون دلاری‌اش نتوانست بودجهٔ ۸۰ میلیون دلاری‌اش را جبران نماید.